# Hit Parader
Hit Parader è stata una rivista statunitense di musica dal 1942 al 2008. Negli anni ottanta si è concentrata sui generi dell'hard rock e dell'heavy metal.
La rivista fu pubblicata in origine dalla Charlton Publications. La Charlton vendette la rivista negli anni ottanta, prima del fallimento della compagnia nel 1991. L'ultimo editore è stato il Magna Publishing Group che l'ha pubblicata sotto il nome di Enoble Media Group.
Nel 2006 pubblicò la lista dei 100 migliori cantanti hard rock e metal di tutti i tempi:
1. Robert Plant
2. Rob Halford
3. Steven Tyler
4. Chris Cornell
5. Bon Scott
6. Freddie Mercury
7. Bruce Dickinson
8. Ozzy Osbourne
9. Paul Rodgers
10. Ronnie James Dio
11. Axl Rose
12. Sammy Hagar
13. Geddy Lee
14. Geoff Tate
15. Mick Jagger
16. Jonathan Davis
17. Roger Daltrey
18. Paul Stanley
19. David Lee Roth
20. Kurt Cobain
21. Maynard James Keenan
22. Klaus Meine
23. Eddie Vedder
24. James Hetfield
25. Trent Reznor
26. Serj Tankian
27. Layne Staley
28. Steve Perry
29. Gene Simmons
30. Joe Elliott
31. Jon Bon Jovi
32. Alice Cooper
33. Vince Neil
34. Steve Marriott
35. Lajon Witherspoon
36. Sebastian Bach
37. Phil Anselmo
38. Zack De La Rocha
39. Brian Johnson
40. Bret Michaels
41. Udo Dirkschneider
42. David Draiman
43. Ian Gillan
44. Marilyn Manson
45. Jeff Keith
46. Chester Bennington
47. Sully Erna
48. Lemmy Kilmister
49. Aaron Lewis
50. Brett Scallions
51. Chino Moreno
52. Rob Zombie
53. Anthony Kiedis
54. David Coverdale
55. Gary Cherone
56. Andrew Wood
57. Scott Weiland
58. Tom Araya
59. Phil Lynott
60. Rod Stewart
61. Scooter Ward
62. Ray Davies
63. Sonny Sandoval
64. David Bowie
65. Joan Jett
66. Josey Scott
67. Perry Farrell
68. Scott Stapp
69. Amy Lee
70. Don Dokken
71. Fred Durst
72. Mike Shinoda
73. Pepper Keenan
74. Dez Fafara
75. Gavin Rossdale
76. Blackie Lawless
77. Dave Wyndorf
78. Ann Wilson
79. Jimi Hendrix
80. Ville Valo
81. Peter Steele
82. Dave Williams
83. Dee Snider
84. Joe Lynn Turner
85. King Diamond
86. Corey Taylor
87. Jamey Jasta
88. Justin Hawkins
89. Dave Mustaine
90. Ian Astbury
91. Stephen Pearcy
92. Phil Mogg
93. Biff Byford
94. Cristina Scabbia
95. Dani Filth
96. Wes Scantlin
97. Ripper Owens
98. Josh Todd
99. Kevin DuBrow
100. Ray Gillen